# SONICMANIA
『SONICMANIA TV』（ソニックマニアティーヴィー）は、テレビ神奈川（tvk）で毎週金曜23:00 - 3:30に放送されていた洋楽専門の音楽情報番組。
2008年4月8日より放送を開始し、2010年9月24日の放送をもって終了した。

## 出演者、登場キャラクター等
当時の司会者（MC）
高樹千佳子
2008年4月 - 2010年9月
右とん平（ミニブタ）
初代（黒ミニブタ）2008年4月 - 8月
2代目（黒ミニブタ） 2008年8月- 11月
3代目（白ミニブタ） 2008年12月 - 2010年3月
4代目（ブタのお面をかぶった人間…通称「豚人（ブタ人）」）2010年4月 - 2010年9月
その他出演者
テリー
右とん平の声優 2008年4月 - 2010年9月
ジャック
右とん平の声優 2008年4月 - 2010年9月
ホリエ
堀江健太…番組D ※たまに登場 2008年4月 - 2010年9月
岡田マリア
番組レポーター ※不定期出演 2008年6月 - 2010年9月

## 概要
ちーたかこと芸能界屈指の洋楽好きで知られたタレントの高樹千佳子と、“喋るロックなブタ”こと右とん平のダブルMCで、東京・渋谷にあるロックバー「ロックのこころ」をスタジオとして、サマーソニック等の国内開催のロックフェスの情報や、毎週1人のアーティストにスポットを当てて紹介していく。また、クリエイティブマン・プロダクションズが主催するライブのチケット先行予約があった。

## 番組エピソード
- 「サマーソニック08’」では、番組初となる屋外ロケを敢行。MCの高樹が4週に渡って2日間行なわれた「サマーソニック08’」の模様をリポートした。だが高樹がリポートの途中で突然番組を抜け出してライブを見に行ってしまったり（あるアーティストは「〔誰もいないのに〕Tシャツにサインしてくれって･･･俺たちもなめられたもんだぜッ！（笑）」と発言した）、高樹に恋心を抱いた外国人アーティストが英語で告白するも、高樹がその会話を理解できなかったがゆえに“失恋”してしまったり、また別のアーティストに高樹がキスされビックリしてしまったり（後のオンエアでそのアーティストの髭がチクチクしていて痛かったと高樹は告白している）、またスタッフがカンペに細工をして何も知らされていなかった高樹が某バンドにイジられるなど、高樹が外国人アーティストとの会話に四苦八苦している様子や、会場周辺のイベントを実際に高樹が体感したり、そして前述のちょっとした“ハプニング”などもオンエアされるなど、単なるリポートに終らないバラエティ豊かな内容の番組が1か月間（計4回）にわたって放送された。
- 2009年に開催された「サマーソニック09’」の屋外ロケでは、『ちいたか散歩』と称してテレビ朝日の人気番組「ちい散歩」をパロディ化した内容のリポートが合計6回（2009年はサマソニ10周年のため、3日間の開催であった）にわたって放送された。番組構成も「ちい散歩」そのままで、番組中の演出はもちろん番組タイトルやエンディングの絵は高樹本人の手書きによるものを使用するなど、細かな部分にまで“本家”に沿って忠実に作りこまれていた。しかし高樹は3日間の開催期間のうち2日目は早朝より他の生番組出演のため、夕方まで代役としてディレクターの「ホリエ」と思われる人物が高樹のお面をかぶってリポートしていた。
- 2009年4月以降の放送からは「サマーソニック」以外のフェスでも屋外ロケを行うことがある（例:スプリングルーブ等）。また、屋外ロケでは酒豪の高樹がオープニングから豪快にビールを飲み干すのが恒例となっていた。
- MCの高樹と本番組の構成作家である原木綿子の2人は、かつて高樹が出演していた情報番組（めざましどようび）の構成作家を原が務めていたことが由縁となり、高樹からの依頼を受けて本番組でも構成作家を務めるようになったという（高樹本人の発言から）。
- 2010年2月19日のオンエアでは、長いこと楽しみにしていたというMUSEの日本公演を、椎間板ヘルニアの治療のために観覧を断念せざるを得なかった高樹のために、番組がサプライズとしてその公演を取材していたスタッフがMUSEにインタビューを敢行し本人らと接触を果たす。スタッフが高樹のためにMUSE本人の直筆サイン入りグッズを貰い、さらに高樹が“世界一好きな男性”として崇拝しているマシュー・ベラミーから高樹へ向けて「You are beautiful！」というメッセージが送られた。その瞬間、嬉しさのあまり高樹は声をあげてその場で大号泣してしまい、後にこの収録時の出来事について高樹は「あまりにも（私が）号泣してしまったので、収録を一時中断しなければいけないほどだった」と語り、サイン入りグッズについては「墓場まで持っていく！」と公言した。
- MCの高樹とメイク担当のかんだゆうこ（神田裕子より改名）は友人同士であり、プライベートでも親交が深かった。さらに前述の高樹とかんだ、そしてスタッフ等本番組の関係者一行で、プライベートでもロックフェスの観覧に行くほど結束力が強かった。
- 2010年9月24日をもって本番組は終了したが、終了までのラスト3回は「サマーソニック2010」のライブレポートを放送。よって、スタジオ収録での最終回は9月3日が最後となった。
- 本番組の終了後に同名の音楽イベント「SONICMANIA」が復活したため、後に本番組は「SONICMANIA TV」と改称された。番組終了後に番組名が変更となった極めて稀なケースである。
- MCである高樹の「ちーたか」という愛称は、元々本人の公式ブログで使われていたタイトルであったが本番組で初めて愛称として使われ、この後に高樹が出演する複数のレギュラー番組等でも「ちーたか」の愛称が使われるようになり、本人も自ら使うほど定着していった。

## MC「右とん平」について
- 「右とん平」の名は視聴者の一般公募によって名づけられ（それ以前の愛称は「ブタさん（仮）」で、放送開始から1か月半はこの状態であった）、名称決定後に右とん平には衣裳が与えられており、季節によって着せ替えをさせられていた。ピンクの衣裳の左側に「右」と書いてある。
- 「右とん平」役のミニブタは、2008年12月放送の時点では黒ミニブタから白ミニブタへ1度交代していることになっていたが、後に黒ミニブタは2度交代していたことが明らかになっている（2010年4月9日の放送において、新しい「右とん平」が“4代目”と表記されていたため）。
- その最初期の「右とん平」役を演じた黒ミニブタは、2008年夏ごろに病気と思われる事情（獣医による検診の結果は「問題無し」とされていた）により、2008年8月中旬の放送をもって降板。2代目となる黒ミニブタは出産・繁殖のため同年11月末のオンエアをもって降板している（ちなみに、この2代目と後の3代目を演じたミニブタはメスであったことがのちの放送で明かされている）。
- 当初の「右とん平」（初代 - 2代目）と3代目の「右とん平」のキャラクターは、演じた声優が子豚に合わせてキャラクターを合わせていた。
- 2010年4月9日のオンエアより、それまでの本物のミニブタ（動物タレント）に代わり、全身タイツに豚のマスク（1500円）をつけた人間、通称「豚人」が「右とん平」役を演じている（それはかつて「saku saku」に出演していた“ガヤ要員”こと「カンカン」のような風貌である）。なお、本物のミニブタから人間に替わった理由としては、「番組制作費の削減に伴うミニブタのレンタル料（1日2万円）が払えなくなったため」という旨が、4代目の右とん平自身から伝えられた。
- 本物のミニブタが演じていた頃の「右とん平」は、隣に座るMCの高樹が驚くような予想だにしない動きをすることがあった。そこは人形である「saku saku」の白井ヴィンセントなどとは違う本物の動物ならではで、興奮し暴れてセットを破壊したり、椅子から落下しそうになったり、さらに本番中に居眠りをしたこともあった。

## 番組のスタイル
2008年4月 - 2010年3月
「メインMCが人間の女の子と人形か動物」というこの一種独特の番組スタイルは、偶然にも同局の音楽情報バラエティー「saku saku」の流れを汲むもので、高樹とミニブタの「右とん平」がとなりって互いに番組中でボケたり突っ込んだりする様はまさに「洋楽版のsaku saku」ともいえるもので（制作会社や関係スタッフは全く違う上に、SakuSakuとはMCの画面上の立ち位置は左右逆となっている）、また他番組ではあまり見せることのない高樹の“はじけた”一面が垣間見られた。
2010年4月 - 2010年9月
それまでと同じく「メインMCが人間の女の子と動物」というスタイルは不変だが、「右とん平」役が本物の動物では無くなったため、「右とん平」と高樹がお互いに向き合うように画面上の立ち位置が変化している。

## 番組の変遷
番組が始まった2008年4月8日から翌2009年3月31日までは火曜24:45 - 25:15枠で、番組公式ホームページがtvkで放送中の音楽番組で唯一無かった。2009年4月10日からは金曜23:00 - 23:30へ移動し、ようやく番組公式ホームページも開設された。

## 番組の年譜
- 2008年
  - 4月8日 : 放送開始。
  - 9月半ば - 10月半ば : 「サマーソニック08’」にて番組初の野外ロケを敢行。
- 2009年
  - 4月10日 : 時間枠移動し、リニューアルスタート（オープニングやテロップを変更、「ちーたかのソニマニ占い」開始）。
- 2010年
  - 3月12日 : 放送開始100回を達成。
  - 4月9日  : 番組開始2周年、リニューアルスタート（「右とん平」がミニブタから人間に交代、「ちーたかのソニマニ占い」を廃止）。
  - 9月24日 : 放送終了。2年半の歴史に幕を下ろした。

## スタッフ
- 構成 : 一文無隼人／原木綿子
- メイク :かんだゆうこ
- スタイリスト : 石川博正（GIGGLYROY）
- 編集・MA : DREAM SPACE
- エディター : 佃豪人
- ミキサー : 鳥居拓也
- 音効 : 古野達生
- プロデューサー : 柴田悠哉（CREATIVEMAN PRODUCTIONS）／吉田真人（BEAT NINE Inc.）
- エグゼクティブプロデューサー : 清水直樹（CREATIVEMAN PRODUCTIONS）
- 制作 : BEAT NINE Inc.
- 製作著作 : CREATIVEMAN PRODUCTIONS／tvk

## 制作体制
制作はCREATIVEMAN PRODUCTIONS（クリエイティブマン・プロダクションズ、洋楽系PR会社）に丸投げされているが（このためtvkで現在放送中の洋楽番組で唯一、番組公式ホームページがtvk社外の管理となっている）、制作著作はtvkと連名になっている。このためハガキの宛先はライツ事業部（著作権管理およびソフト開発を行う部署）のあるtvkの東京支社になっているのが特徴であった。